# الزلزال (ممثل)
الزلزال (بالإنجليزية: Earthquake)‏ هو ممثل أمريكي، ولد في 29 مايو 1963 بواشنطن العاصمة في الولايات المتحدة.

## أعمال

### أفلام
- (2006) الحظيرة[4][5]

## وصلات خارجية
- الزلزال على موقع IMDb (الإنجليزية)
- الزلزال على موقع ألو سيني (الفرنسية)
- الزلزال على موقع أول موفي (الإنجليزية)
- الزلزال على موقع قاعدة بيانات الأفلام السويدية (السويدية)
- الزلزال على موقع قاعدة بيانات الفيلم (الإنجليزية)
- الزلزال على موقع كينوبويسك (الروسية)